# Marco Hollersbacher
Marco Tim Hollersbacher (* 29. Oktober 2000 in Hagen) ist ein deutscher Basketballspieler. Er spielt seit 2022 bei den Gladiators Trier.

## Laufbahn
Hollersbacher spielte im Nachwuchs von SG VFK Boele-Kabel, ehe er in die Jugendabteilung von Phoenix Hagen wechselte. Im Mai 2017 wurde er mit einem Vertrag ausgestattet und in den Hagener Profikader für die 2. Bundesliga ProA aufgenommen. Im Sommer 2020 wurde er vom Drittligisten EN Baskets Schwelm verpflichtet.
In der Sommerpause 2022 ging er mit seinem Wechsel zu den Gladiators Trier in die 2. Bundesliga ProA zurück. Ende Oktober 2022 zog er sich einen Anriss des Kniescheibenhaltebands zu. 2025 gelang Hollersbacher mit Trier der Gewinn des Meistertitels in der 2. Bundesliga ProA.

### Nationalmannschaft
Hollersbacher nahm mit den deutschen Juniorennationalmannschaften an der U16-Europameisterschaft 2016 sowie an der U18-EM 2017 teil. Bei der U18-Europameisterschaft 2018 kam er auf einen Punkteschnitt von 7,7 pro Spiel und erreichte mit der deutschen Mannschaft bei dem Turnier in Lettland den sechsten Rang in der Abschlusstabelle.